# Mitjurinism
Mitjurinismen eller michurinismen är en gren av lamarckismen som fått sitt namn från Ivan Vladimirovitj Mitjurin men huvudsakligen utarbetades av Trofim Lysenko. Den är därför i dag mer känd som lysenkoism.

## Mitjurinismens grundteori
I sin klassiska form antog teorin att förvärvade egenskaper går i arv, både sådana som beror på bruk och icke-bruk av olika organ, och sådana som beror på den omgivande miljön. Den förra idén härstammar från Jean-Baptiste de Lamarck, men den senare kommer från Georges Louis Leclerc de Buffon. Sådana förändringar antas kunna nedärvas i liten grad mellan generationerna och under generationernas lopp ackumuleras, fixeras och således framkalla evolutionära förändringar.
Mitjurinismen skiljer sig från den ursprungliga Lamarckismen, dels genom accepterandet att den omgivande miljön kan påverka arvet, dels något som den kallar "sprängning" eller "omskakning" av nedärvningen, en slags chock-behandling som antas kunna bryta ned den ärftliga konstitutionens normala stabilitet så att den blir vad Lysenko kallade "instabil".
En annan tes i mitjurinismen är (eller var) att den ärftliga konstitutionen (som är ett begrepp som vanliga genetiker använder, men som i michurinismen kort och gott kallas ärftlighet) inte bara finns i kromosomerna, utan är inneboende i varenda partikel i den levande kroppen. Lysenko skrev till exempel:
"Ärftligheten bestäms av den speciella typen av ämnesomsättning. Man behöver bara ändra ämnesomsättningen i en levande kropp för att åstadkomma en förändring i ärftligheten."
Ärftligheten ansågs också kunna "sprängas" genom ympning, en metod som flitigt användes av Lysenko och hans anhängare. Denna metod kallade de vegetativ hybridisering.

## Historik
Det forskades om Mendelismen i Sovjetunionen på 1920-talet, men den mötte motstånd från politiskt håll, eftersom man ogillade idén att det fanns medfödda skillnader mellan individer.
På 1930-talet började den förföljas av regimen och genetiker förlorade sina arbeten, skickades till Sibirien, arbetsläger, eller försvann helt enkelt. Mot mitten av 1930-talet började den anklagas för att vara "idealistisk" (vilket bröt mot den dogmatiska ideologin). Den medicinsk-genetiska institutionen förlöjligades i Pravda 1936 och upplöstes. Institutionens grundare Solomon Levit tvingades göra en "bekännelse" om vetenskaplig brottslighet och försvann spårlöst.
Under tiden utsågs Lysenko till ledare för mitjurinismen och välregisserade kongresser anordnades för att måla ut mitjurinismen som överlägsen mendelismen. 1938 utsågs Lysenko till president för Leninakademin för jordbruksvetenskap. Han tilldelades också flera medaljer, däribland Stalinpris och Leninorden. 1941 utsågs han till Sovjetunionens hjälte.
1948 fastställdes mitjurinismen av kommunistiska partiets centralkommitté och en resolution fattades som fördömde mendelismen och upphöjde mitjurinismen. Liknande resolutioner fattades av ryska vetenskapsakademin samma år, och michurinismen var fastställd som officiellt godkänd vetenskap.

## Böcker om mitjurinismen
- Sovjet och vetenskapen, Julian Huxley, (sv. övers. 1951)
- Den nya genetiken i sovjetunionen, Hudson och Richens, 1948